# Пам'ятай, Каспаре!
«Пам'ятай, Каспаре!» — радянський чорно-білий художній фільм, поставлений на кіностудії «Ленфільм» в 1964 році режисером Григорієм Нікуліним. Прем'єра фільму в СРСР відбулася 20 вересня 1965 року.

## Сюжет
Німецький солдат Каспар Гролта (Анатолій Ромашин) блукає по болотистих лісах Білорусі, в надії дістатися до своїх. Одного зимового дня він зустрічається з російським лейтенантом Денисом Марасаєвим (Герман Журавльов), що втік з фашистського табору для військовополонених. Між ними відбувається жорстока сутичка, перемогу в якій бере Денис, після чого продовжує свій шлях на схід. Однак спливаючого кров'ю Каспара оточують вовки, і він починає кликати на допомогу. Денис не витримує і повертається, щоб врятувати ворога від жорстокої смерті. Впродовж цілого довгого подальшого шляху, поки Каспар не зможе пересуватися самостійно, він тягне його на собі. І, немов на знак подяки за свій порятунок, Каспар, рятуючи тепер уже Дениса, вбиває німецького автоматника, який зустрівся на їх шляху. Після чого віддає автомат вбитого Денису, а сам вирішує йти додому. Слідом йому звучать лише два слова: «Пам'ятай, Каспаре…».

## У ролях
- Герман Журавльов —  Денис Марасаєв, лейтенант
- Анатолій Ромашин —  Каспар Гролта
- Зінаїда Дорогова —  Улла
- Олександр Михайлов —  Зайферт
- Оскар Лінд —  службовець вокзалу
- Володимир Ліппарт —  Іван Серпокрил
- Володимир Ємельянов —  Бахматов
- В. Великосельцев —  Тимко
- Володимир Піцек —  солдат
- Ігор Ясулович —  Якоб
- Володимир Казарін —  комендант
- Пантелеймон Кримов —  мотоцикліст
- Микола Барабанов —  пастор
- Олег Бєлов —  епізод
- Е. Бушкевич —  епізод
- Борис Гусєв — епізод
- А. Дрьомін —  епізод
- В. Іванченко —  епізод
- В. Коротков — епізод
- Гнат Лейрер —  епізод
- С. Метеулі —  епізод
- Олександр Мельников —  старий матрос
- Ю. Максаков —  епізод
- Б. Наумов —  епізод
- Геннадій Нілов —  солдат з перебитою ключицею
- Бруно Оя —  штурмфюрер Отс
- Аркадій Трусов —  німець-конвоїр
- А. Скоробогатова —  епізод

## Знімальна група
- Автор сценарію і режисер-постановник —  Григорій Нікулін
- Головний оператор —  Дмитро Месхієв
- Головний художник —  Ігор Вускович
- Композитор —  Надія Симонян
- Звукооператор —  Григорій Ельберт
- Режисер —  Анатолій Вехотко
- Оператор — Костянтин Соболь
- Редактор —  Олександр Журавін
- Військовий консультант — гвардії генерал-майор М. Чігогідзе
- Художник-гример — Маргарита Матусова
- Монтажер —  Зінаїда Шейнеман
- Асистенти: 
 режисера — Г. Мочалов, А. Скорупський,  Віра Лінд 
 оператора — А. Горьков, Г. Нестерников 
 художника — Н. Холмова,  Віктор Іванов
- Комбіновані зйомки: 
 оператор —  Ілля Гольдберг 
 художник — А. Сидоров
- Директор картини — Я. Родін